# 카를 루트비히 슈미트
카를 루트비히 슈미트(Karl Ludwig Schmidt, 1891년 2월 5일 프랑크푸르트암마인 출생 – 1956년 1월 10일 바젤 사망)는 독일의 개신교 신학자이자 바젤 대학교의 신약성서학 교수였다. 그는 신약성서의 기록들이 구전 복음 전통의 고정된 기록으로 간주되어야 한다고 가르쳤다.

## 생애 및 연구
1919년, 『예수 이야기의 틀』(Der Rahmen der Geschichte Jesu)에서 마가복음의 연대기가 복음서 저자의 창작이라고 주장했다. 양식비평을 사용하여 슈미트는 편집자가 원래 연대순이 아니었던 개별적인 장면들을 모아 이야기를 구성했음을 논증하였다. 이러한 발견은 역사가들이 역사적 예수를 식별할 수 있는 능력에 도전했고, 이 주제에 대한 수십 년간의 관심 쇠퇴를 초래하는 데 일조했다.
1921년부터 1925년까지 기센에서, 1925년부터 1929년까지 예나에서, 1929년부터 1933년까지 본에서 신약성서학 교수로 재직했다. 1933년 9월, 아리아인 조항에 대한 저항으로 나치 정권에 의해 본 대학교 교수직에서 해임되었다. 1933년부터 1935년까지 스위스에서 교회 행정에 참여했으며, 1935년부터 1953년까지 바젤에서 신약성서학 교수로 재직했다. 1922년부터 1937년까지 『신학 저널』(Theologische Blätter)의 편집자였으며, 1945년부터 1953년까지 『신학 잡지』(Theologische Zeitschrift)의 편집자였다. 『신약성서 신학 사전』(Theological Dictionary of the New Testament)을 위해 그리스어 단어 에클레시아(교회)의 의미에 대한 글을 썼다. 1959년, 칼 바르트는 그가 사망한 후에 그에 대해 이렇게 썼다: "K. L. 슈미트는 학식과 호전성 면에서 나보다 훨씬 뛰어났지만, 언제나 나에게 큰 자극을 주었다."

## 저서
《Der Rahmen der Geschichte Jesu: literarkritische Untersuchungen zur ältesten Jesusüberlieferung》 (독일어). Trowitzsch. 1919.
- - 《The Framework of the Story of Jesus: Literary-Critical Investigations of the Earliest Jesus Tradition [Der Rahmen der Geschichte Jesu…]》 (영어). 번역 McCane, Byron R. Wipf and Stock Publishers. 2021. ISBN 978-1-5326-7557-7.